# Sándor Rózsa

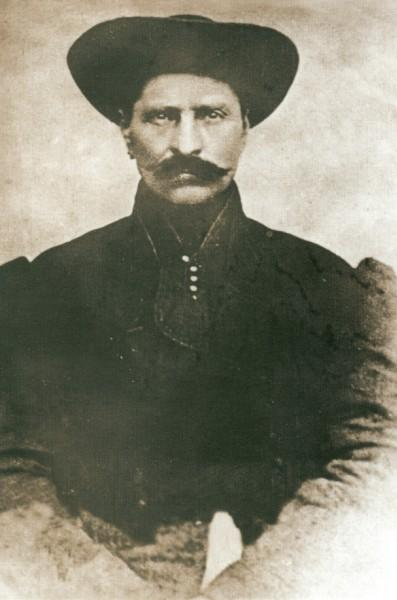
Sándor Rózsa

Sándor Rózsa (n. 10 iulie 1813, Röszke, Comitatul Csongrád, Csongrád-Csanád, Ungaria – d. 22 noiembrie 1878, Gherla, Cluj, Austro-Ungaria) a fost un tâlhar de drumul mare maghiar, a cărui viață a fost ulterior romanțată ca a unui haiduc (betyár) maghiar din Câmpia Panoniei.
A fost trimis de Lajos Kossuth în timpul Revoluției de la 1848 împotriva sârbilor. A fost judecat într-un proces ce a durat trei ani și condamnat (după 1848) pentru tâlhărie și crimă, și după 8 ani de detenție a fost grațiat. După grațiere și-a reluat viața de tâlhar. Viața și faptele lui au fost romanțat glorificate de literatura vremii, unii autori prezentându-l pe Rozsa ca pe un haiduc, el fiind considerat de unii maghiari ca un erou popular asemănător cu Robin Hood din Anglia sau cu Johannes Bückler (Schinderhannes) din Germania. A murit în închisoarea din Gherla.

## În cultura populară
În timpul meciului de fotbal dintre Ungaria și Serbia, din 14 octombrie 2023, suporterii maghiari au afișat un banner reprezentându-l pe Rózsa, referire la masacrul comis de către Rózsa și compania sa de 150 de călăreți, în timpul Revoluției Maghiare din 1848, în localitatea Ezeriș, pe atunci parte a Imperiului Austriac, cu populație majoritar ortodoxă (români și sârbi), unde au jefuit localitatea și au ucis 38 de locuitori.